# Pasquale Stanislao Mancini

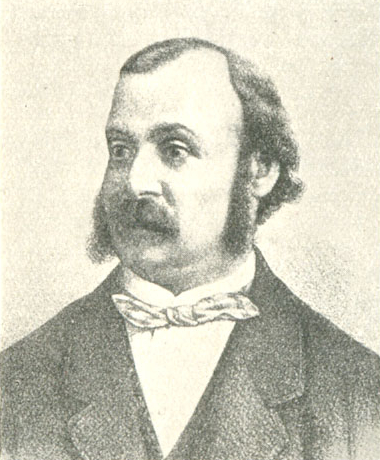

Pasquale Stanislao Mancini, conte, 8º marchese di Fusignano (Castel Baronia, 17 marzo 1817 – Napoli, 26 dicembre 1888), è stato un avvocato, giurista e politico italiano.

## Biografia

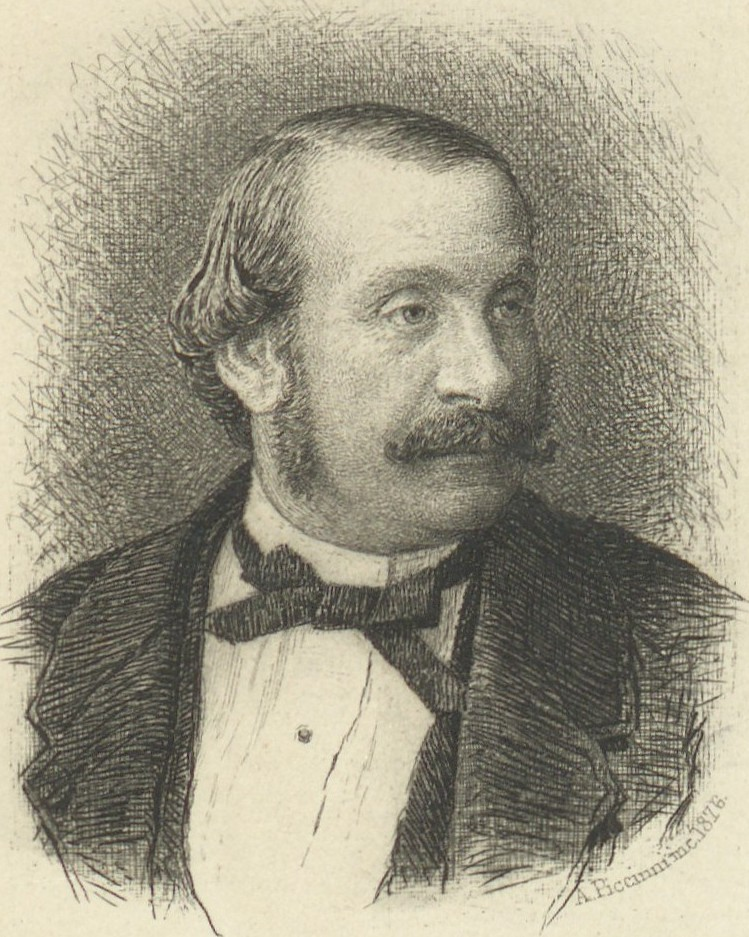
Pasquale Stanislao Mancini, 1876

Figlio dell'avvocato conte Francesco Saverio Mancini, 7º marchese di Fusignano e di Maria Grazia Riola, studiò presso il Seminario di Ariano, poi all'Università degli Studi di Napoli Federico II. Nel 1840 sposò Laura Beatrice Oliva ed ebbe undici figli, tra i quali Francesco Eugenio, ufficiale dei bersaglieri, Angelo, Grazia, Leonora, Rosa e Flora.
Nella sua attività di avvocato, assistette tra gli altri Giuseppe Garibaldi per la causa di annullamento del suo secondo matrimonio, con la marchesa Giuseppina Raimondi.
Alla concessione dello statuto da parte di Ferdinando II, il 27 gennaio del 1848, il Mancini iniziò a pubblicare il giornale politico Riscatto italiano. In conseguenza di un articolo dello stesso giornale ebbe un colloquio con il re che incise sulla decisione di inviare parte dell'esercito in Lombardia per la prima guerra di indipendenza.
Dopo la dura repressione avvenuta il 15 maggio e l'abrogazione dello statuto da parte del Re, Mancini stese questa fiera protesta (che fu sottoscritta da 54 deputati del Parlamento napoletano): 
Riparato a Torino, dopo l'unificazione fu parlamentare, autore di un'importante relazione sulle immunità parlamentari. Fu più volte Ministro della pubblica istruzione del Regno d'Italia. 
Da Ministro di grazia e giustizia fu assertore della scienza statistica e nel suo utilizzo nella conoscenza dei dati giudiziari. 
Da Ministro degli affari esteri si impegnò a favore dell'espansione coloniale italiana in Africa e contribuì alla ratifica del primo trattato della Triplice Alleanza (1882), all'interno del quale fece aggiungere la postilla conosciuta convenzionalmente con il suo nome.
Declinò nel 1882 l'offerta britannica di un intervento congiunto in Egitto, per stroncare la rivolta di Orabi Pascià.
Da giurista si impegnò per l'abolizione della pena di morte, poi attuata con il Codice Penale approvato nel 1889.
Fu il primo presidente dell'Istituto di diritto internazionale, fondazione internazionale che ottenne il Premio Nobel per la pace nel 1904 e che contribuì a numerose codificazioni.

## Contributo alla scienza del diritto

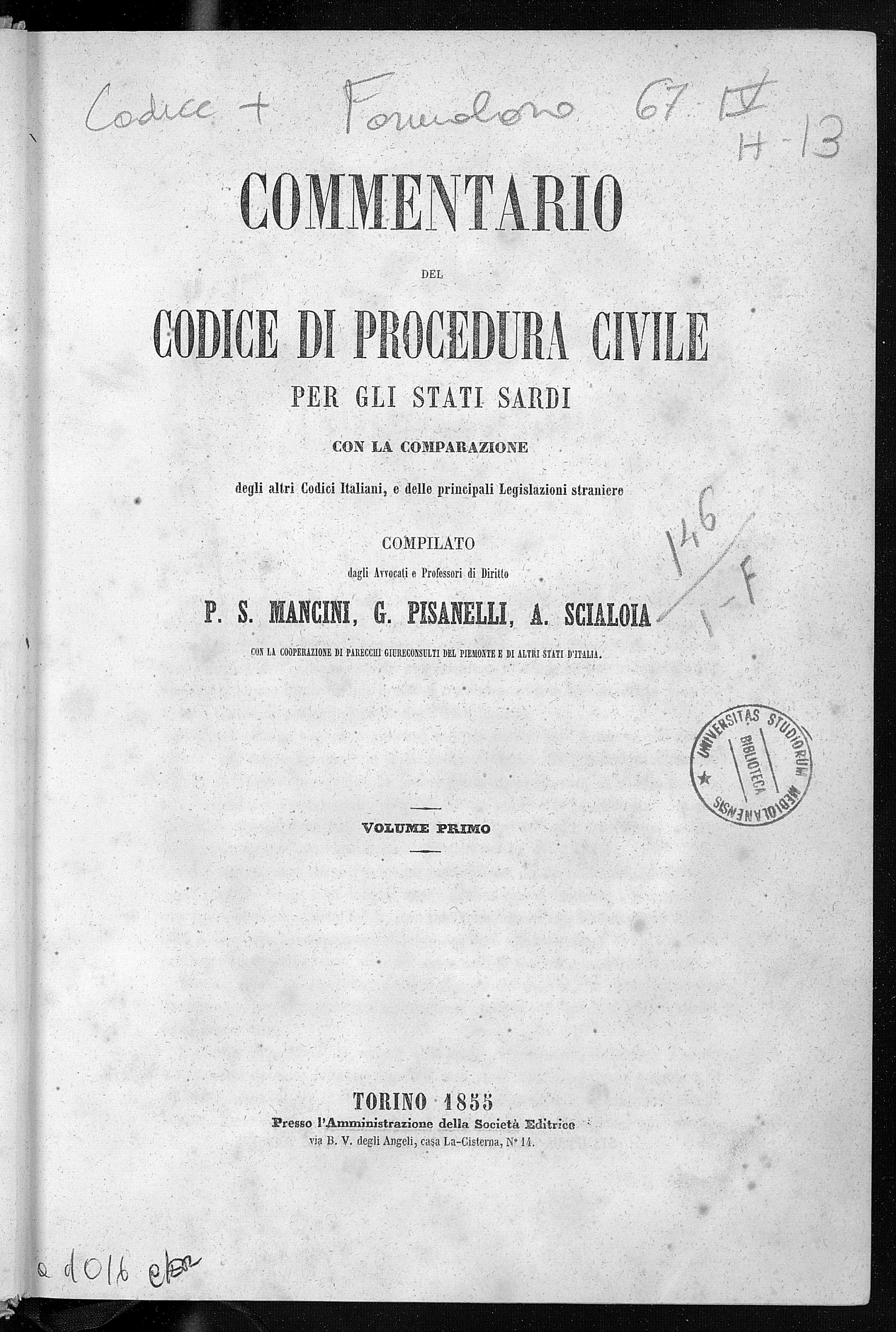
Commentario del Codice di procedura civile per gli Stati sardi, 1855

Oltre a fondamentali contributi alla teoria del liberalismo nel diritto costituzionale (sulla libertà di stampa), amministrativo, civile (sull'abolizione della prigionia per debiti) ed ecclesiastico (sul concordato), ha avuto un ruolo determinante nella prima elaborazione della disciplina del diritto internazionale privato italiano, la cui ratio consiste - a suo modo di vedere - nella ricerca di principi in base ai quali si può decidere, agevolmente, quale legislazione debba applicarsi a ciascuna specie di rapporti di diritto.
I tre fondamentali criteri, da lui indicati, per attuare la scelta della legislazione applicabile sono: il criterio della nazionalità (riferito alla disciplina dei rapporti di famiglia, della condizione delle persone e delle successioni), il criterio di libertà (per la disciplina delle fattispecie per le quali il legislatore non ha interesse a introdurre con proprie leggi limitazioni alla libertà dello straniero) ed il criterio di sovranità (assoggettamento dello straniero alle leggi penali, di ordine pubblico e di diritto pubblico dello Stato).

### Il concetto di nazione
Il 22 gennaio 1851 nella lezione introduttiva del corso di Diritto internazionale dell'Università degli Studi di Torino pronuncia la prolusione accademica Della nazionalità come fondamento del diritto delle genti, cioè il diritto internazionale che regola i rapporti tra le nazioni. Per Mancini la nazione è un soggetto necessario e originario, che non è mai stato creato, non ha avuto un inizio e non avrà una fine; le nazioni costituiscono una dimensione naturale e necessaria della storia umana, la cui vitalità storica dipende tuttavia dalla loro libertà e indipendenza. Non è stata creata su un patto tra gli uomini (origine contrattualistica della nazione). La nazione è sempre esistita, magari anche solo nella coscienza degli uomini; è una componente necessaria, gli uomini ne hanno bisogno.
Mancini però aggiunge che, se è vero che la nazione vive indipendentemente dalle scelte degli uomini, è anche vero che una nazione – per vivere come entità storicamente vitale e dinamica – ha bisogno di leggi e di governo, ha bisogno di agire come un corpo politico; sono gli uomini che la compongono a darle leggi e istituzioni, consentendole di avere un corpo politico sovrano. La nazione esiste in natura ma come corpo inerte e inanimato, quindi ha bisogno di leggi e istituzioni: le leggi rappresentano la voce della nazione, le istituzioni ne sono gli arti. L'uomo non crea e non distrugge una nazione ma è solo grazie al suo intervento che la nazione si dota di leggi e istituzioni, così da affermarsi come soggetto storicamente dinamico. Per Mancini la nazione non è un mero aggregato di fattori naturali e storici bensì un corpo politico che possiede un governo, una volontà giuridica e leggi proprie. Senza la conquista, attraverso lo Stato, dell'unità e dell'indipendenza, la nazione rischia di restare un corpo inanimato, una realtà naturale e, come tale, inestirpabile ma privo di vitalità storica.

## Opere
- Della nazionalità come fondamento del dritto delle genti, 1851. https://www.omeka.unito.it/omeka/files/original/e20adb831520f41af065de901399dd11.pdf
- Commentario del Codice di procedura civile per gli Stati sardi, Torino, UTET, 1855.
- Processo per diffamazione contro il giornale Il Fischietto tribunale correzionale di Torino, Genova 1855.
- Per l'abolizione della pena di morte, Torino 1865.
- Diritto internazionale: prelezioni con un saggio sul Machiavelli, Napoli 1873.
- Sommi lineamenti di una storia ideale della penalità, Roma 1874.
- Della vocazione del nostro secolo per la riforma e la codificazione del diritto delle genti, e per l'ordinamento di una giustizia internazionale, Roma 1874.
- Enciclopedia giuridica italiana, Milano, 1884–1892.
- Discorsi parlamentari, Roma 1893–1897.
- Impressioni di un viaggio campestre, Napoli, 1836 (poesie).
- Articoli per la rivista Le Ore solitarie (Napoli, 1838 - 1847).
- Articoli per i giornali L'Indipendente e L'Eco della Libertà (Napoli, 1848).
- Incerti voli, 1904 (poesie giovanili, postumo).
- Senza amore, 1904 (poesie, postumo).

## Intitolazioni
La biblioteca civica di Ariano Irpino è a lui intitolata, così come un liceo scientifico in Avellino e una scuola media nella stessa Ariano Irpino.